# 小凱薩體育館
小凱薩體育館（英語：Little Caesars Arena）是一座位於底特律市中心的多功能體育館。2014年9月25日舉行奠基典禮，2015年4月24日開始施工。體育館於2017年9月啟用，取代Joe Louis Arena和奧本山宮殿成為底特律紅翼和底特律活塞的主場。

## 外部連結
- 建設網絡攝影機 （页面存档备份，存于）